# Imbissstube
Als Imbissstube (alte Rechtschreibung Imbißstube, umgangssprachlich auch Imbisslokal, Imbissbude oder einfach Imbiss) fasst man diverse Gastbetriebe für schnellere Mahlzeiten zusammen.
Sie sind Gastronomiebetriebe, die in Einrichtung  und  Ausstattung einer Gaststätte ähneln. Sie haben jedoch für gewöhnlich einen wesentlich geringeren räumlichen Umfang. Die Auswahl der angebotenen Speisen und Getränke ist in Deutschland meist beschränkt, dagegen in Österreich oft reichhaltig. Imbissstuben sind für einen Kundenkreis bestimmt, der während einer verhältnismäßig kurzen Zeitspanne Imbisse oder kleine Mahlzeiten verzehren will. Charakteristisch ist, dass man üblicherweise keine mehrgängigen Menüs konsumiert. In Deutschland verbreitet sich seit Ende der 1960er Jahre zunehmend die Möglichkeit der Mitnahme von Speisen und Getränken, die heutzutage telefonisch oder online vorbestellt werden können.
Imbissstuben unterscheiden sich vom größeren Schnellrestaurant und dem kleinen Imbissstand. Sie stellen eine modernere Betriebsart und eine Alternative zum Fast Food dar. In Imbisslokalen wird heute durchaus auch die Mittagsmahlzeit eingenommen, die in einer veränderten urbanen Lebensweise nicht mehr eine Hauptmahlzeit darstellt. Zu den Imbissstuben gehören beispielsweise diverse Spezialitäten-Gaststätten lokaler oder fremder Landesküchen, wie Direktverzehr in Fischgeschäften, Bistros (die auch den Charakter eines Kaffeerestaurant haben können), Sushi-Bars, Taco-Restaurants (die auch echte Restaurants sein können).
Zu unterscheiden ist die Imbissstube von Begriffen wie Imbissbar und Snackbar (diese fallen unter die Betriebsform Buffet oder Bar, also einem Nachtklub) oder Cafeteria (das bezeichnet in Österreich ein Kaffeehaus, also eine Betriebsform des Ausschanks mit begrenztem Speisenangebot, oder Kantinen und Mensen).
In Österreich sind Imbissstuben eine der grundlegenderen Betriebsarten nach § 111 Abs 5 Gewerbeordnung. Die zulässigen Öffnungszeiten liegen hier meist zwischen 6 Uhr und 24 Uhr (Landesrecht).